# 아디다스 퀘스트라

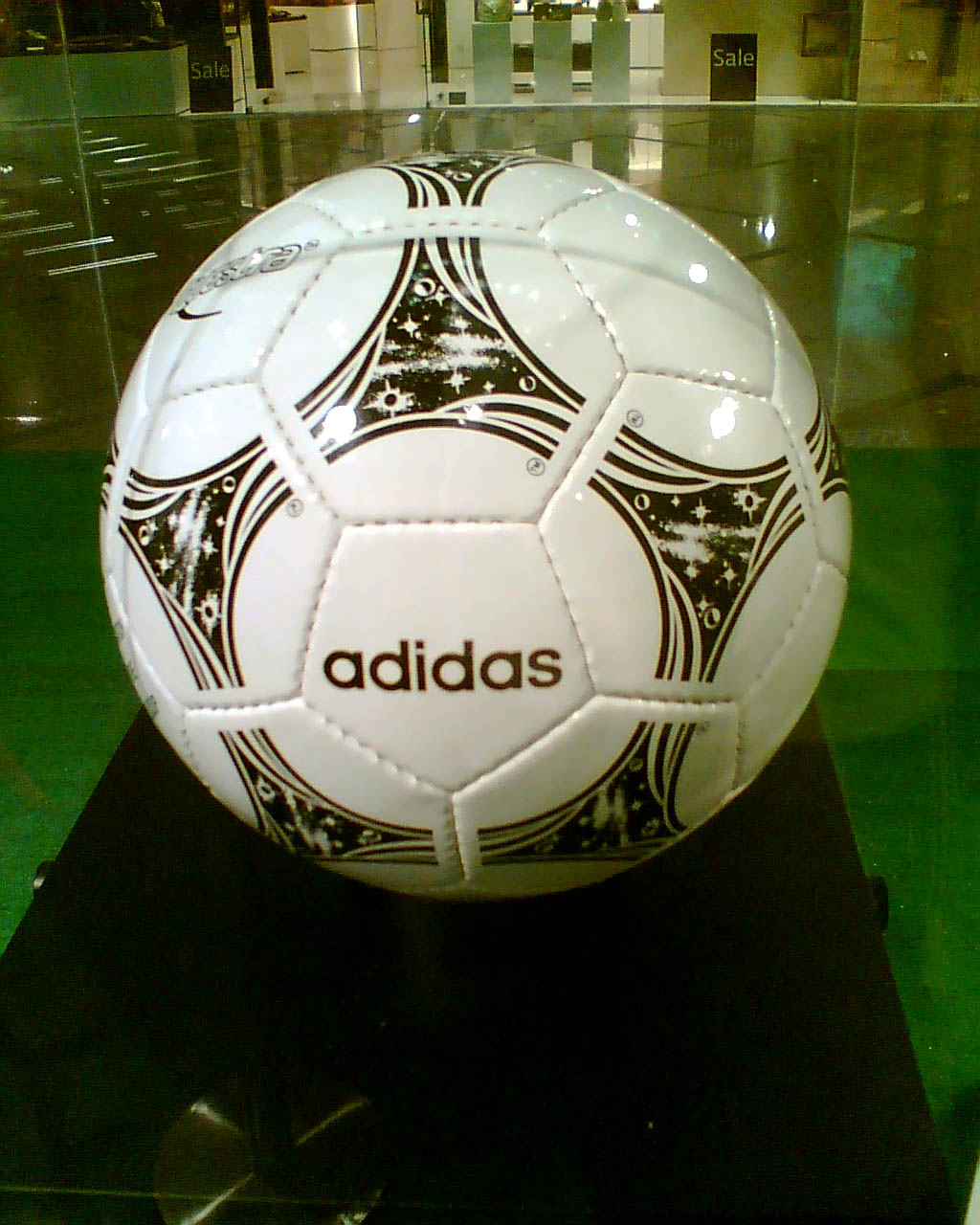
퀘스트라

퀘스트라(Questra)는 미국에서 개최한 1994년 FIFA 월드컵의 공식 경기구로, 아디다스가 제작하였다.
공의 표면이 기포가 있는 합성수지로 제작되어 이전의 공식 경기구보다 반발력과 탄력이 월등히 향상되었다고 밝혔으며, 이 기포강화 플라스틱(Syntactic Foam) 기술은 조금씩 개량되어 2002년 FIFA 월드컵 공식 경기구인 피버노바까지 사용되었다.
이 공은 표면에 작은 기포들이 있는데, 공을 찰 때는 기포가 수축되었다가 다시 팽창하게 되어서 날아가는 방향이 예측하기 어려워 골키퍼들의 원성을 사기도 했다.

## 같이 보기
- FIFA 월드컵 공식 경기구